# Poroz
Poroz (ros. Пороз) – wieś w Rosji, w obwodzie biełgorodzkim, w rejonie grajworońskim. Według danych z 2010 roku zamieszkiwana przez 315 osób.

## Wydarzenia
9 sierpnia 2024, po przerwaniu granicy rosyjsko-ukraińskiej, 252 batalion szturmowy Obrony Terytorialnej Ukrainy zajął Poroz.